# Ole Häntzschel
Ole Häntzschel (* 1979 in München) ist ein deutscher Illustrator und Grafikdesigner. Er ist spezialisiert auf Infografiken.

## Leben
Häntzschel studierte Visuelle Kommunikation an der Universität der Künste in Berlin sowie in Venedig, Zürich und Ann Arbor. Er schloss sein Studium mit dem Diplom ab und entwickelt seitdem Infografiken in seinem Berliner Studio.
Nach seinem Studium gestaltete er circa ein Jahr lang wöchentlich die „Deutschlandkarten“ für das Zeit-Magazin. 2010 brachte er mit Zeit-Magazin-Redakteur Matthias Stolz das Buch Die große Jahresschau: Alles, was 2010 wichtig ist heraus. 2011 und 2013 folgten zwei weitere Bücher in Zusammenarbeit mit Matthias Stolz zum Thema Infografiken. 
Im Wintersemester 2010/11 und Sommersemester 2012 hatte Häntzschel einen Lehrauftrag für Illustrative Infografik an der Fachhochschule Potsdam. Seine Arbeiten wurden mehrfach ausgezeichnet, unter anderem mit dem Malofiej-Award in Gold, dem weltweit bedeutendsten Infografik-Preis.
Häntzschel arbeitet als selbständiger Infografiker für zahlreiche Print-Magazine, wie das Zeit-Magazin, fluter – Magazin der Bundeszentrale für politische Bildung, GEO Special, 11 Freunde, NZZ Folio, art Kunstmagazin, enorm, Monopol, Der Freitag und Dein Spiegel.

## Publikationen
- Mit Matthias Stolz: Die große Jahresschau: Alles, was 2010 wichtig ist. Berlin 2010 (Knaur TB), ISBN 978-3426783078.
- Mit Matthias Stolz: Stolz' und Häntzschels Welt der Informationen: 105 Grafiken, die einfach alles erklären. Berlin 2011 (Knaur TB), ISBN 978-3426784792.
- Mit Matthias Stolz: XX XY Männer und Frauen: Grafiken erklären die Unterschiede. Berlin 2013 (Knaur HC), ISBN 978-3426655368.
- Mit Matthias Stolz: Wie viel Regenwald passt auf dieses Brot? Erstaunliche Grafiken über Klima und Umwelt. Nürnberg 2021 (Tessloff), ISBN 978-3-7886-2242-8[4]

## Auszeichnungen
- Society for News Design: Malofiej Infografik-Award, 2009 Gold,[5] 2012 Silber,[6] 2014 Bronze[7]
- dpa-Infografik Award: 2010 erster Platz,[8] 2013 zweiter Platz[9]